# بانک انصار
بانک انصار شرکت خدمات مالی و بانکداری ایرانی بود که با پشتیبانی بنیاد تعاون سپاه پاسداران انقلاب اسلامی در سال ۱۳۸۹ بنیانگذاری شد و با آگاهی‌رسانی بانک مرکزی ایران در ۱۱ اسفند ۱۳۹۷ در بانک سپه ادغام گردید. در تاریخ ۱ دی ۱۳۹۹ ادغام بانک انصار در بانک سپه به صورت کامل و رسمی عملیاتی شد و تابلوهای این بانک با بانک سپه تعویض شدند.

## پیشینه
بانک انصار، نخست با نام صندوق پس‌انداز و قرض‌الحسنه انصارالمجاهدین نخستین شعبه خود را با نام شعبه شهید رجایی در بهارستان تهران افتتاح نمود. سپس به مؤسسه مالی و اعتباری انصار تغییر نام داد و در خرداد سال ۱۳۸۹ با دریافت مجوز از بانک مرکزی به یازدهمین بانک غیردولتی ایران تحت نام بانک انصار تبدیل شد.
در ۱۲ اردیبهشت ماه سال ۱۳۹۷ و مصادف با نیمه شعبان مؤسسه اعتباری ثامن در بانک انصار ادغام شد.در همان سال بعد از بانک ملت و پارسیان به عنوان سودآورترین بانک ایران انتخاب شد

## ادغام بانک‌های نیروهای مسلح با بانک سپه
براساس اطلاعیه بانک مرکزی ایران در تاریخ ۱۱ اسفند ۱۳۹۷ بانک‌های انصار، قوامین، حکمت ایرانیان، مهر اقتصاد و مؤسسه اعتباری کوثر در بانک سپه ادغام شدند. در تاریخ ۳۰ آذر ۱۳۹۹ بانک انصار سابق به‌طور کامل و رسمی بعد از برگزاری مجمع انحلال و ادغام، در بانک سپه ادغام گردید.